# Rozteajîn, Korosten
Rozteajîn (în ucraineană Розтяжин) este un sat în comuna Hotînivka din raionul Korosten, regiunea Jîtomîr, Ucraina.
Localitatea face parte din regiunea istorică Volânia, iar după tratatul de pace de la Riga din 1921 a devenit parte a Uniunii Sovietice.

## Demografie
Componența lingvistică a localității Rozteajîn
     Ucraineană (96,2%)
     Rusă (2,53%)
     Belarusă (1,27%)
Conform recensământului din 2001, majoritatea populației localității Rozteajîn era vorbitoare de ucraineană (96,2%), existând în minoritate și vorbitori de rusă (2,53%) și belarusă (1,27%).